# مارغريت فلاغ هولمز
مارغريت فلاغ هولمز (بالإنجليزية: Margaret Flagg Holmes)‏ هي مُدرسة أمريكية، ولدت في 6 سبتمبر 1886 في درم في الولايات المتحدة، وتوفيت في 29 يناير 1976 في نيويورك في الولايات المتحدة.